# Agliè
Agliè is een gemeente in de Italiaanse provincie Turijn (regio Piëmont) en telt 2645 inwoners (31-12-2004). De oppervlakte bedraagt 13,3 km², de bevolkingsdichtheid is 199 inwoners per km².
De volgende frazioni maken deel uit van de gemeente: Madonna delle Grazie, Santa Maria, San Grato.

## Demografie
Agliè telt ongeveer 1232 huishoudens. Het aantal inwoners daalde in de periode 1991-2001 met 1,9% volgens cijfers uit de tienjaarlijkse volkstellingen van ISTAT.
| Jaar | Inwoneraantal |
| ---- | ------------- |
| 1991 | 2623          |
| 2001 | 2574          |

## Geografie
De gemeente ligt op ongeveer 315 meter boven zeeniveau.
Agliè grenst aan de volgende gemeenten: San Martino Canavese, Torre Canavese, Bairo, Vialfrè, Cuceglio, San Giorgio Canavese, Ozegna.

## Impressie

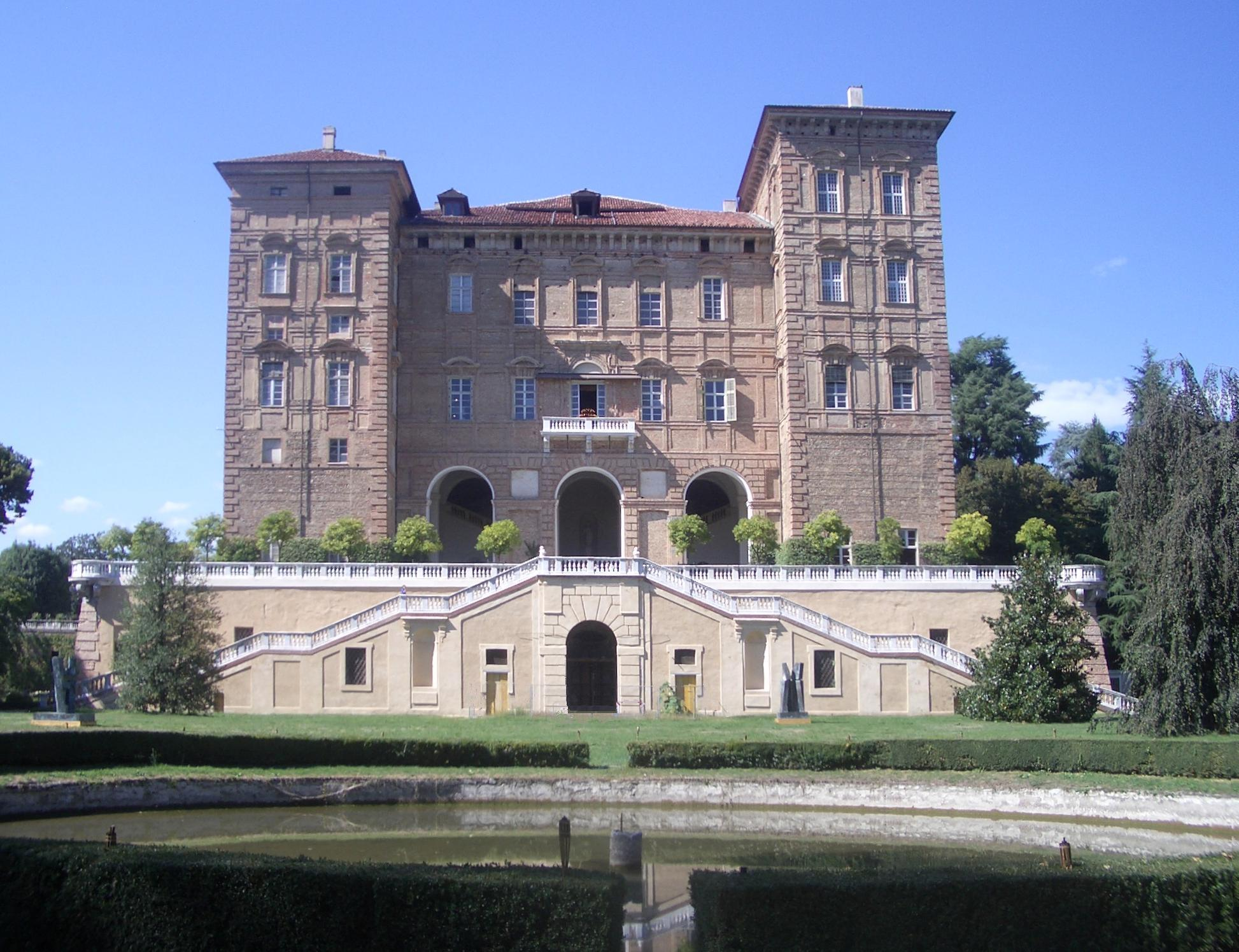
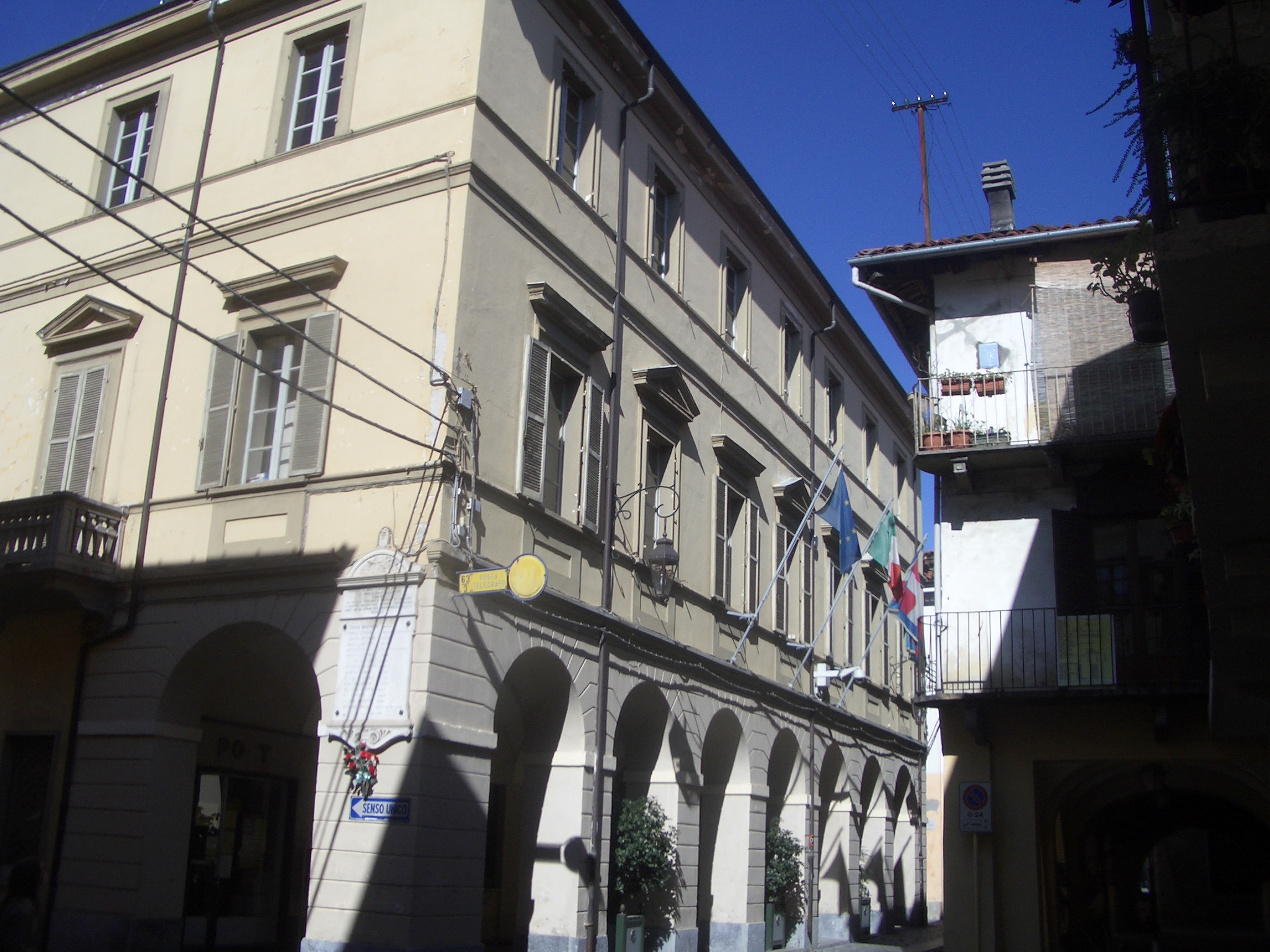
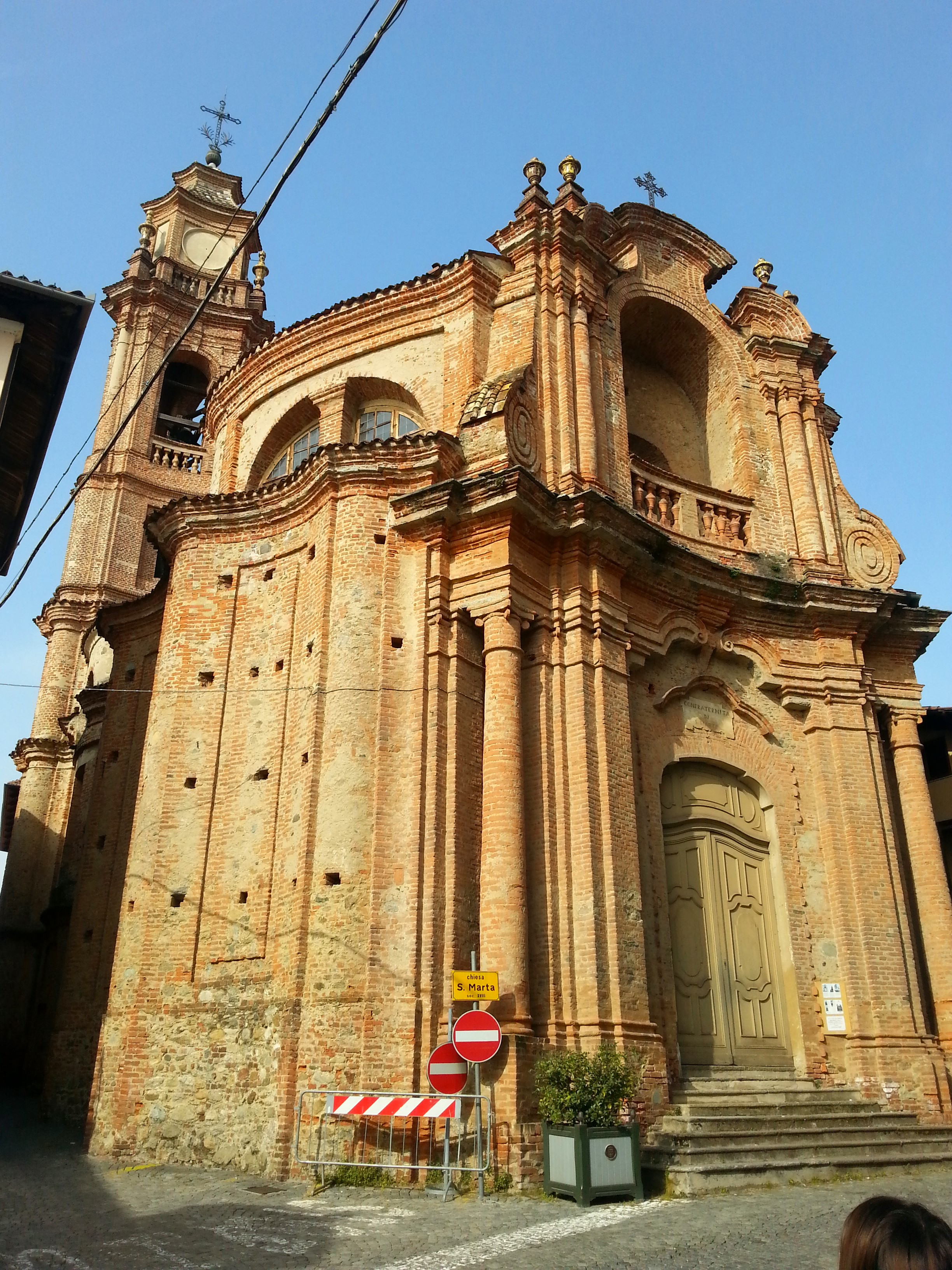
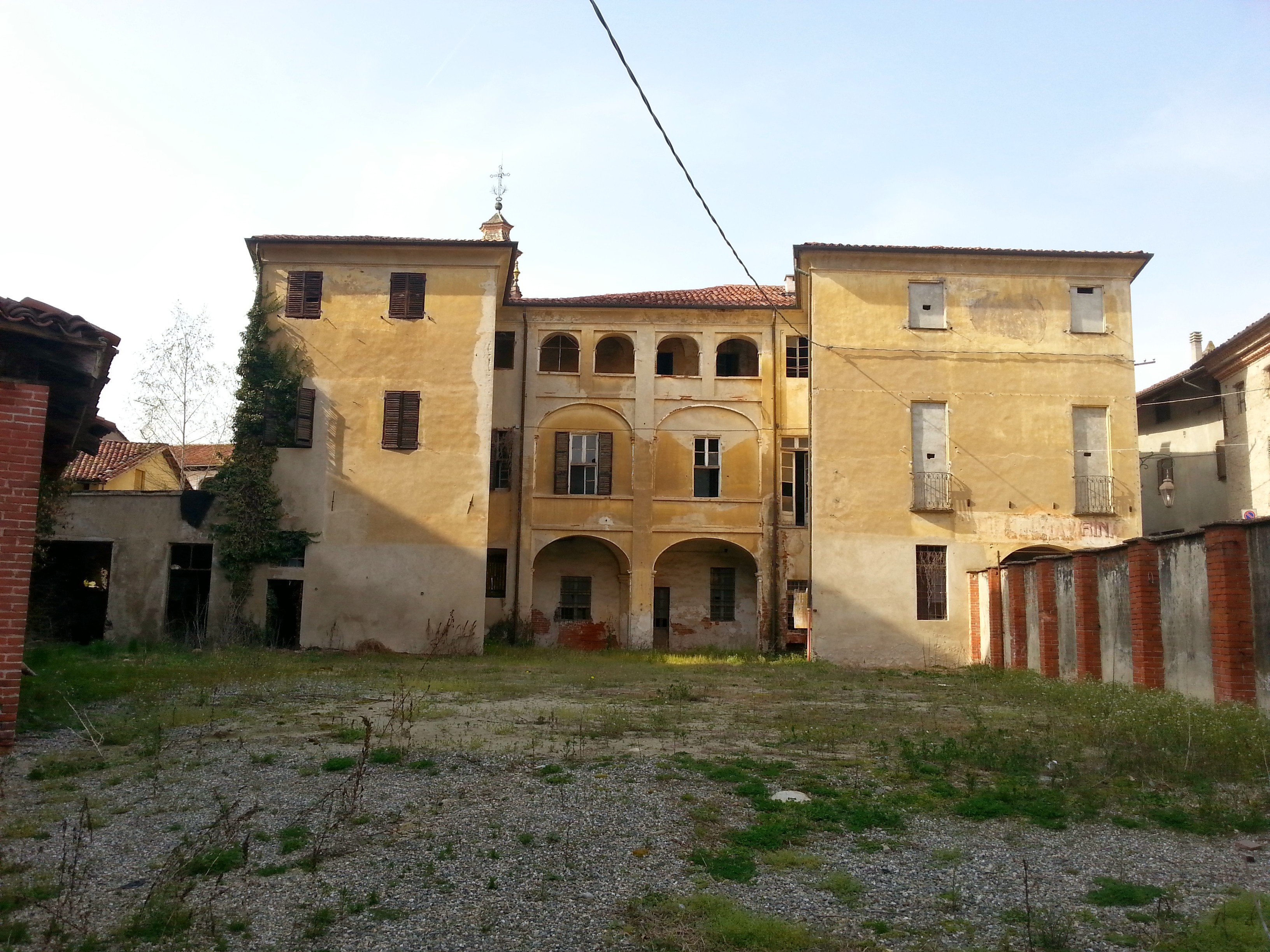

1. ↑  https://demo.istat.it/?l=it.